# Gott, wie dein Name, so ist auch dein Ruhm, BWV 171
Gott, wie dein Name, so ist auch dein Ruhm, BWV 171 (Déu, com el teu nom, així és també la teva Glòria), és una cantata religiosa de Johann Sebastian Bach per al dia de Cap d'Any, estrenada a Leipzig l'1 de gener de 1729.

## Origen i context
El llibret és de Picander i formava part del tercer volum de Picanders Ernst-Scherzhalfte und Satyrische Gedichte publicat el 1732, comença amb un versicle del salm (48, 11) i acaba amb una estrofa de l'himne Jesu, nun sei gepreiset de Johannes Hermann de l'any 1539. El text fa referència a la festivitat destacada del dia, en què l'evangeli Lluc (2, 21) narra la circumcisió i la imposició del nom de Jesús, en complir-se els vuit dies del naixement.
Per aquesta festivitat s'han conservat, a més, les cantates BWV 16, BWV 41, BWV 143, BWV 190 i la quarta de l'Oratori de Nadal (BWB 248).

## Anàlisi
Obra escrita per a soprano, contralt, tenor, baix i cor; tres trompetes i timbals, dos oboès, corda i baix continu. Consta de sis números.
1. Cor: Gott, wie dein Name, so ist auch dein Ruhm (Déu, com el teu nom, així és també la teva Glòria)
2. Ària (tenor): Herr, so weit die Wolken gehen (Senyor, tan amunt com els núvols)
3. Recitatiu (contralt): Du süßer Jesus-Name du (Nom de Jesús, ma dolcesa)
4. Ària (soprano):  Jesus soll mein erstes Wort (Jesús serà el meu primer mot)
5. Recitatiu (baix): Und da du, Herr, gesagt (I tal com tu digueres, Senyor)
6. Coral: Laß uns das Jahr vollbringen (Deixa'ns acabar aquest any)

El cor inicial és una fuga esplèndida en la que els instruments doblen les veus, excepte la primera trompeta que toca de manera independent; en l'última secció hi intervenen les tres trompetes i els timbals en una fanfara. L'ària de tenor del segon número és un concertant magnífic, típicament barroc; la partitura original no indica el instruments que acompanyen la veu, però tot fa pensar en un parell de violins. Del recitatiu del número 3 pot destacar-se una ornamentació en el primer vers, en concret sobre süsser (dolcesa). L'ària de soprano del número 4 prové del novè número de la cantata profana BWV 205, també amb text de Picander, composta l'any 1725 en homenatge a August Friedrich Müller, professor de la Universitat de Leipzig, en què no es modifica només el text sinó també la tonalitat que passa de Mi a Re major. El cinquè número és un recitatiu on la veu, acompanyada per l'oboè, recull les paraules de Jesús, fet pel qual s'ha assignat al baix, la típica Vox Christi. El coral final amb els versicles indicats, no tenia text en la partitura original, prové del de la cantata BWV 41, estrenada quatre anys abans. La cantata té un durada aproximada d'un quart d'hora llarg.

## Discografia seleccionada
- J.S. Bach: Das Kantatenwerk. Sacred Cantatas Vol. 9. Nikolaus Harnoncourt, Concentus Musicus Wien, Tölzer Knabenchor (Gerhard Schmidt-Gaden, director), Helmut Wittek, Panito Iconomou (solistes del cor), Kurt Equiluz, Robert Holl. (Teldec), 1994.
- J.S. Bach: The complete live recordings from the Bach Cantata Pilgrimage. CD 2: Gethsemanekirche, Berlin; 1 de gener de 2000. John Eliot Gardiner, English Baroque Soloists, Monteverdi Choir, Ruth Holton, Lucy Ballard, Charles Humphries, James Gilchrist, Peter Harvey. (Soli Deo Gloria), 2013.
- J.S. Bach: Complete Cantatas Vol. 19. Ton Koopman, Amsterdam Baroque Orchestra & Choir, Sandrine Piau, Bogna Bartosz, Christoph Prégardien, Klaus Mertens. (Challenge Classics), 2006.
- J.S. Bach: Cantatas Vol. 49. Masaaki Suzuki, Bach Collegium Japan, Robin Nicholls, Robin Blaze, Gerd Türk, Peter Kooij. (BIS), 2011.
- J.S. Bach: Church Cantatas Vol. 51. Helmuth Rilling, Württembergisches Kammerorchester Heilbron, Gächinger Kantorei Stuttgart, Arleen Auger, Julia Hamari, Aldo Baldin, Walter Heldwein. (Hänssler), 1999.